# Grand Prix of Vinnytsia
Der Grand Prix of Vinnytsia ist ein ukrainisches Straßenradrennen. Das Eintagesrennen wird in der Oblast Winnyzja ausgetragen.
2015 wurde das Radrennen erstmals veranstaltet. Seitdem gehört das Rennen zur UCI Europe Tour und ist dort in der Kategorie 1.2 eingestuft.

## Sieger
| Jahr | Sieger        | Zweiter             | Dritter            |
| ---- | ------------- | ------------------- | ------------------ |
| 2015 | Witalij Buz   | Anatolij Pachtussow | Andrij Chripta     |
| 2016 | Sjarhej Papok | Nurbolat Kulimbetow | Jurij Metluschenko |